# Machimus lepturus
Machimus lepturus là một loài ruồi trong họ Asilidae. Machimus lepturus được Gerstaecker miêu tả năm 1871. Loài này phân bố ở vùng nhiệt đới châu Phi.